# Аннушка уже разлила масло

Первая публикация романа «Мастер и Маргарита», журнал «Москва», № 11, 1966. Начало первой главы «Никогда не разговаривайте с неизвестными»

«А́ннушка уже́ разлила́ ма́сло» — крылатое выражение, представляющее собой сокращённую цитату из романа М. А. Булгакова «Мастер и Маргарита». Этот вариант фразы представлен в одном из многочисленных черновиков последнего романа писателя. По сюжету романа, в его первой главе председатель правления МАССОЛИТа Михаил Александрович Берлиоз и поэт Иван Бездомный во время прогулки на Патриарших прудах встречают незнакомца, похожего на иностранца. Литераторы, воинствующие атеисты, не догадываются, что перед ними Воланд — дьявол, прибывший в Москву со своей свитой. Незнакомец иронически относится к отрицанию Берлиозом и Бездомным Бога, дьявола и судьбы. Он говорит, что не всё в руках человека и нельзя всё объяснить рациональным путём. Берлиоз возражает, что это не так и он точно знает, что будет делать вечером. Однако Воланд это отрицает, так как этим планам не суждено сбыться. Он туманно говорит: «Аннушка уже купила подсолнечное масло, и не только купила, но даже и разлила», — и намекает, что Берлиозу суждено умереть, так как ему отрежет голову некая советская комсомолка. Заподозрив собеседника в сумасшествии, Берлиоз принял решение сообщить о его подозрительных речах в бюро иностранцев, однако, перебегая трамвайные пути, поскользнулся и упал на рельсы, где погиб под колёсами трамвая в результате отсечения головы. Это произошло по причине того, что перед этим Аннушка разлила на путях подсолнечное масло. Исследователи считают, что прототипом этой женщины является соседка Булгакова, проживавшая с ним и его первой женой в одном доме. Имеют место и другие попытки интерпретации этого образа. После выхода романа выражение получило распространение, став крылатым. Оно употребляется в качестве предостережения, указания на неумолимость судьбы, безвозвратность сделанного; часто применяется в ироническом, шутливом контексте.

## Происхождение выражения

### В романе

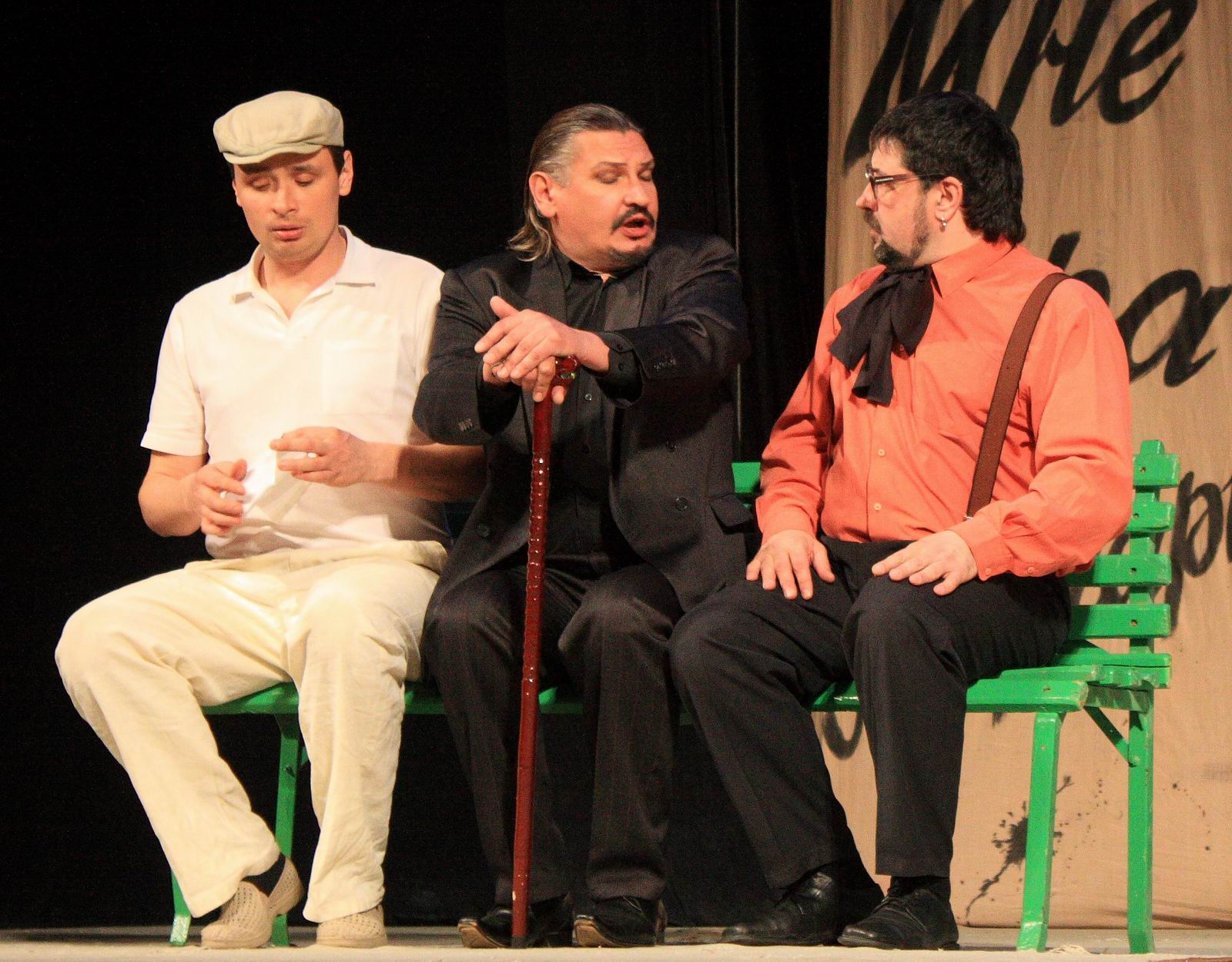
Спектакль театра «Арбат» «Мастер и Маргарита» по роману Булгакова. Слева направо Иван Бездомный, профессор Воланд и Михаил Берлиоз

Выражение «Аннушка уже разлила масло» представляет собой сокращённую цитату из романа М. А. Булгакова «Мастер и Маргарита» (1928—1940). В его первой главе «Никогда не разговаривайте с неизвестными» содержится диалог между Воландом и редактором советского художественного журнала Михаилом Александровичем Берлиозом. Перед этим они спорили о существовании Бога и Иисуса Христа. Берлиоз атеист и категорически отвергает религию, он настраивает против возможности существования Бога поэта Ивана Бездомного, также присутствовавшего во время спора Воланда и Берлиоза на Патриарших прудах. На вопрос «иностранца», что редактор будет делать вечером, последний говорит, что в десять часов вечера он будет председательствовать на заседании в МАССОЛИТе. Однако Воланд провидчески отвечает, что этому не быть, так как ему отрежет голову «русская женщина, комсомолка». На недоумённый вопрос он туманно намекает об участи материалиста Берлиоза, не верящего в Бога, дьявола и судьбу: «— Потому, — ответил иностранец и прищуренными глазами поглядел в небо, где, предчувствуя вечернюю прохладу, бесшумно чертили чёрные птицы, — что Аннушка уже купила подсолнечное масло, и не только купила, но даже и разлила. Так что заседание не состоится». Берлиоз, заподозрив своего собеседника в сумасшествии, решает позвонить из телефона-автомата в бюро иностранцев. Он бежит к выходу с Патриарших, находящегося на углу Бронной улицы и Ермолаевского переулка. Пересекая трамвайные пути, он подскальзывается и падает на рельсы, где погибает под колёсами трамвая, которым управляла комсомолка, в результате обезглавливания. Далее выясняется, что это случилось в результате того, что некая Аннушка разбила о трамвайный турникет стеклянную тару, в которой несла приобретённый в бакалейном магазине литр подсолнечного масла. Одна из женщин-очевидиц восклицает про это событие: «Всю юбку изгадила… Уж она ругалась, ругалась! А он-то, бедный, стало быть, поскользнулся да и поехал на рельсы…». Сопоставив факты, Бездомный стал подозревать в произошедшем беседовавшего перед этим с ними незнакомца:
Виноват! Да ведь он же сказал, что заседание не состоится, потому что Аннушка разлила масло. И, будьте любезны, оно не состоится! Этого мало: он прямо сказал, что Берлиозу отрежет голову женщина?! Да, да, да! Ведь вожатая была женщина?! Что же это такое? А?
Позже, находясь в психиатрической клинике, Бездомный говорит профессору Стравинскому, пытаясь убедить того, что он не сумасшедший, и указывая на роль незнакомца в гибели Берлиоза: «— Именно он, — подтвердил Иван, изучая Стравинского, — так вот он сказал заранее, что Аннушка разлила подсолнечное масло… А он и поскользнулся как раз на этом месте!» В черновом варианте этой сцены присутствуют слова Бездомного, ставшие со временем крылатыми: «— Да! — воскликнул он, — а постное масло-то. Говорит: вы не будете на заседании, потому что Аннушка уже разлила масло! Мы удивились. А потом: готово дело! — действительно, Миша поскользнулся на этом самом Аннушкином масле!»

### Образ Аннушки

Линию трамвая № «А» москвичи прозвали «Аннушкой». Трамвай «А» на Арбатской площади, вид со стороны Малого Афанасьевского переулка, середина 1930-х годов

В первой редакции романа Аннушка фигурирует под именем «Пелагеюшка». Разговор между незнакомцем и Берлиозом в общих чертах уже соответствовал окончательному варианту. В полной рукописной редакции, опубликованной под названием «Великий канцлер», на вопрос Ивана, почему заседание Всемиописа, где должен председательствовать Берлиоз, не состоится, «неизвестный» отвечает: «— Потому, — ответил иностранец и прищуренными глазами поглядел в тускневшее небо, в котором чертили бесшумно птицы, — что Аннушка уже купила постное масло, и не только купила его, но даже и разлила. Заседание не состоится».
В одном из черновиков третьей редакции она появляется под именем Аннушка Басина и представлена как «известная в квартире под именем стервы».
Выдвигались предположения, что источником её имени может являться отсылка к известному московскому трамваю «А», получившему в народе прозвище «Аннушка». Его маршрут был запущен в 1911 году и пользовался популярностью среди москвичей.

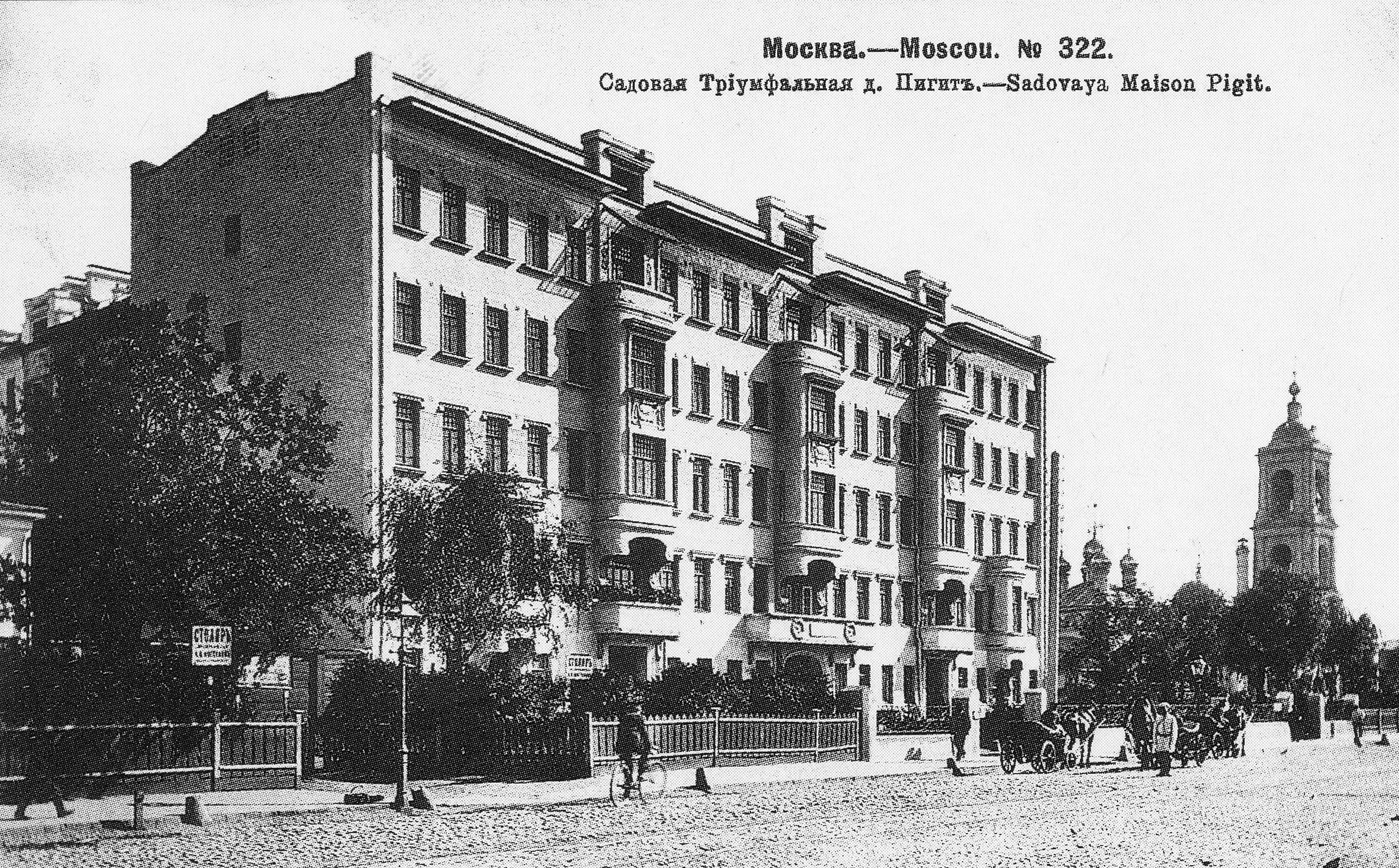
Дом по адресу Большая Садовая, 10, в котором проживала Аннушка. Фото начала XX века

По воспоминаниям писателя Владимира Лёвшина, «Аннушка из 34-й квартиры» была соседкой Булгаковых, проживавших с 1921 по 1924 год в доме № 10 на Большой Садовой (Булгаковский дом), по коммунальной квартире. Прототипом этого персонажа была Анна Павловна Горячева. Она послужила прообразом нескольких героинь писателя («Сухонькая женщина, прозванная Чумой, „мелькавшая ежедневно то с бидоном, то с сумкой“, постоянно тревожит его [Булгакова] воображение. Появление её всегда знаменует начало неприятностей»). Упоминания об антипатичном характере Горячевой имеются также в воспоминаниях близких Булгакова. Кроме того, в его дневнике имеется запись от 29 октября 1923 года, посвящённая ей: «Сегодня впервые затопили. Я весь вечер потратил на замазывание окон. Первая топка ознаменовалась тем, что знаменитая Аннушка оставила на ночь окно в кухне настежь открытым. Я положительно не знаю, что делать со сволочью, которая населяет эту квартиру». В романе (гл. 24. Извлечение мастера), при описании её образа жизни и поведения, отмечается, что она была известна под прозвищем «Чума». Некоторые исследователи указывают на неслучайный характер каламбура-оксюморона «Чума-Аннушка» — «Чума-Благодать» (Анна — ивр. חַנָּה‎ [χaˈna], от חַנּוּן‎ [χanun] «благая, благосклонная»). В литературе отмечается, что у Булгакова есть несколько героинь с именем Аннушка, и появление этих персонажей знаменует появление конфликтов или чрезвычайных происшествий. По этому поводу советский и российский журналист, филолог, литератор Фима Жиганец писал: «Не буду давать характеристику каждого из персонажей, которые именуются у Булгакова Аннами. Но замечу, что большинство из них явно объединены одной общей чертой: их имя непременно связано с несчастьем. Не всегда со смертью, но с несчастьем — совершенно точно». Российский булгаковед Е. А. Яблоков также останавливается на символике образа героинь произведений писателя, носящих имя Анна. По его наблюдению, в творчестве классика они представлены множество раз и даже, возможно, чаще других героинь. Литературовед пришёл к следующему выводу: «Из этих героинь одни выступают в качестве объектов соблазна для „демонических“ персонажей, другие, напротив, сами воплощают агрессивное, „ведьмовское“ начало».
Жиганец особо отмечает тот факт, что в ранней редакции, получившей позже известность под названием «Чёрный маг», в главе «Евангелие от дьявола» место Понтия Пилата из романа занимает Анна (ивр. חנן‎), сын Сефа (22 год до н. э. — 66 год н. э.) — первосвященник Иудеи с 6 по 15 год, тесть первосвященника Каиафы. Жиганец прокомментировал это следующим образом: «…по вине Анны гибнет Иешуа, по вине Анны гибнет и Берлиоз!» Однако от такого лобового сравнения автор позднее отказался, с чем, видимо, и связано отсутствие этого евангельского персонажа в окончательных версиях книги.
Кроме автобиографического подтекста возможно и другое толкование происхождения булгаковского персонажа. Так, Жиганец заметил, что на воровском жаргоне слово «Анна» означало в 1920-е годы и позже — «смерть». Кроме того, выражение «взять на Аннушку» обозначало угрозу убийством. Предпринимались попытки вывести происхождение Аннушки и обстоятельств смерти Берлиоза из образа главной героини Л. Н. Толстого «Анна Каренина», покончившей жизнь самоубийством под колёсами товарного поезда.

## Употребление и интерпретации
К тому же есть непредсказуемые случайности. Может, растёт — там же, во Франции, или в другом месте — неизвестный нам гений, но, на беду, Аннушка уже разлила масло, и он попадает если не под трамвай, то под колёса автомобиля. А кто подсчитает, сколько замечательных писателей, учёных унесла последняя война?
Выражение в сокращённом варианте — «Аннушка уже разлила масло», а также некоторые его варианты, получило распространение, став, как и ещё несколько цитат из романа Булгакова, крылатым. Оно употребляется в литературе, кинематографе, средствах массовой информации и интернете, в политической риторике и в разговорной речи в качестве предостережения, безвозвратности сделанного, неумолимости рока, («от судьбы не уйдёшь»), часто в ироническом, шутливом контексте. Советский и российский лингвист-славист В. М. Мокиенко писал, что выражение «Аннушка уже разлила масло», наряду с другими известными цитатами Булгакова («Правду говорить легко и приятно», «Осетрина второй свежести», «Рукописи не горят», «Нет документа, нет и человека», «Разруха сидит не в клозетах, а в головах»), стало «достоянием народного языка». Российские филологи С. Ю. Преображенский и Д. Г. Коновалова рассмотрели фразу как составляющую языковой игры в интернете среди пользователей, знакомых с ней и с первоисточником. Они приводят следующие примеры языковых интернет-преобразований фразы: «Какие могут быть планы, когда, возможно, Аннушка уже разлила масло!», «Во время разговора с недалёким человеком, вместо того, чтобы злиться, просто подумай, что Аннушка уже пролила масло, и спокойно уходи». По оценке лингвиста О. С. Незнаевой, фраза Булгакова является очень узнаваемой. В частности, по её исследованию, она часто используется в студенческой среде в качестве «прецедентного феномена» (общеизвестная отсылка в конкретной культуре, среде), содержащего в себе «культурно-историческую память», а само выражение относится к категории «самых известных сцен и фраз, которые вошли в общий культурный фонд и знакомы всем носителям языка». Она связывает это в первую очередь с тем, что «Мастер и Маргарита» изучается в школе и с ней знаком каждый выпускник.
Украинский писатель А. К. Золотько опубликовал в 2000 году шуточный сценарий «Анна Каренина-2» с подзаголовком «Заявка на историко-литературный сценарий», в котором дочь Анны Карениной в конечном итоге оказывается булгаковской Аннушкой, опустившейся и работающей домработницей. Заканчивается эта шутка следующим образом: «Однажды, сходив в лавку за подсолнечным маслом, она идёт домой и вспоминает о матери, приближающийся трамвай кажется ей тем самым поездом. В ужасе Анна бежит, выронив бидон с маслом на трамвайной линии возле Патриарших прудов». В 2020 году в Перми был открыт арт-объект «Аннушка уже разлила маслице», состоящий из рельсов с имитацией пролитого масла и стеклянной бутылки. Рядом расположена предупреждающая надпись: «Осторожно! Аннушка уже разлила масло».

Аннушка. Иллюстрация Александра Сапожникова к роману Булгакова «Мастер и Маргарита», 2001

Российский философ, специалист по эстетике и герменевтике художественного текста и философии культуры Л. В. Карасёв в своей статье «Масло на Патриарших» предлагает своё толкование эпизода с Аннушкой и её маслом. По мнению российского филолога И. Л. Галинской, выраженному в статье «Михаил Булгаков и его время глазами нового поколения», Карасёв считает «эмблемами» литературного текста «наиболее прославленные сцены или фразы, способные, как визитные карточки, представлять сразу весь сюжет». «Эмблемы» содержат в себе «знание» обо всём тексте, его «тайне» или завуалированной символике. Карасёв полагает, что в последнем романе Булгакова такой эмблемой является всё начало: «с сидением на Патриарших прудах и с ужасной смертью Берлиоза». В этом «мини-сюжете» чуть ли не на первое место выдвигается предвосхищение судьбы Берлиоза, заключающееся в словах Воланда о том, что «Аннушка уже купила подсолнечное масло, и не только купила, но даже и разлила». Эти слова, по мысли философа, уже сами по себе являются эмблематическими. К другим важным таким эмблемам он относит также розовое масло, более всего ненавидимое Понтием Пилатом; крем Азазелло, которым намазалась Маргарита. На символику масла и мази, по наблюдению Карасёва, намекают и другие детали романа, являющиеся не случайными (название МАССОЛИТ, имена Мастер и Маргарита, Гелла, имя и отчество Берлиоза, выражение «Осетрина второй свежести» и т. д.). Галинская критически отозвалась о построениях Карасёва следующим образом: «„Мазь — масло“ почему-то притаилось, считает он, в имени Азазелло, с букв „М.А.“» начинается имя и отчество Берлиоза, «мессир Воланд» также имеет букву «м», а булгаковская аббревиатура МАССОЛИТ демонстрирует слово «масло» почти в незамаскированном виде, не говоря уж об именах главных героев, — Мастер и Маргарита.
По словам Карасёва, он не думает, что преувеличивает важность эмблематики масла в романе. Так, он отмечал, что приведённая им символическая взаимосвязь имён и деталей книги находится на виду, образно выразившись по этому поводу: «так же как и проступающие на них масляные пятна». Литературовед Вера Химич назвала масляную символику лейтмотивом романа. Незначительным на первый взгляд вещам «кулинарно-кухонного обихода» придано значение важного художественного обобщения. Судьбы Пилата, Иуды и Берлиоза оказались переплетены в том числе посредством мотива масла. По оценке Химич, лейтмотив связан со многими «проблемными узлами» романа:
Он наводит читателя на мысль о существовании надмирных сил, во власти которых находится судьба человека, а также сигналит о проявлении высшей предначертанности справедливого возмездия за творимое людьми зло, по каким бы побуждениям оно ни совершалось. Изначально основанный на парадоксах и в общефилософском плане осуществляющий сатанинское возмездие всем приложившим руку к уничтожению Христа, роман с использованием системы «масличных» маркеров неожиданно выстраивает смысловой ряд типологически родственных образов: Берлиоз (Бездомный) — Пилат — Иуда.
Российский филолог М. Ю. Михеев рассматривает булгаковскую цитату применительно к другому знаменитому выражению из романа. Его также произносит Воланд, адресуя слова Берлиозу: «Да, человек смертен, но это было бы ещё полбеды. Плохо то, что он иногда внезапно смертен, вот в чём фокус!». В контексте судьбы Берлиоза, вызванной действиями Аннушки, этот текст приобретает характер даже не иронии, а «скорее глумления», по крайней мере в устах дьявола.